# Iniistius melanopus
Iniistius melanopus es una especie de peces de la familia Labridae en el orden de los Perciformes.

## Morfología
Los machos pueden llegar alcanzar los 26 cm de longitud total.

## Distribución geográfica
Se encuentra en el Índico y al oeste del Pacífico.